# Insignes militaires de spécialité des États-Unis

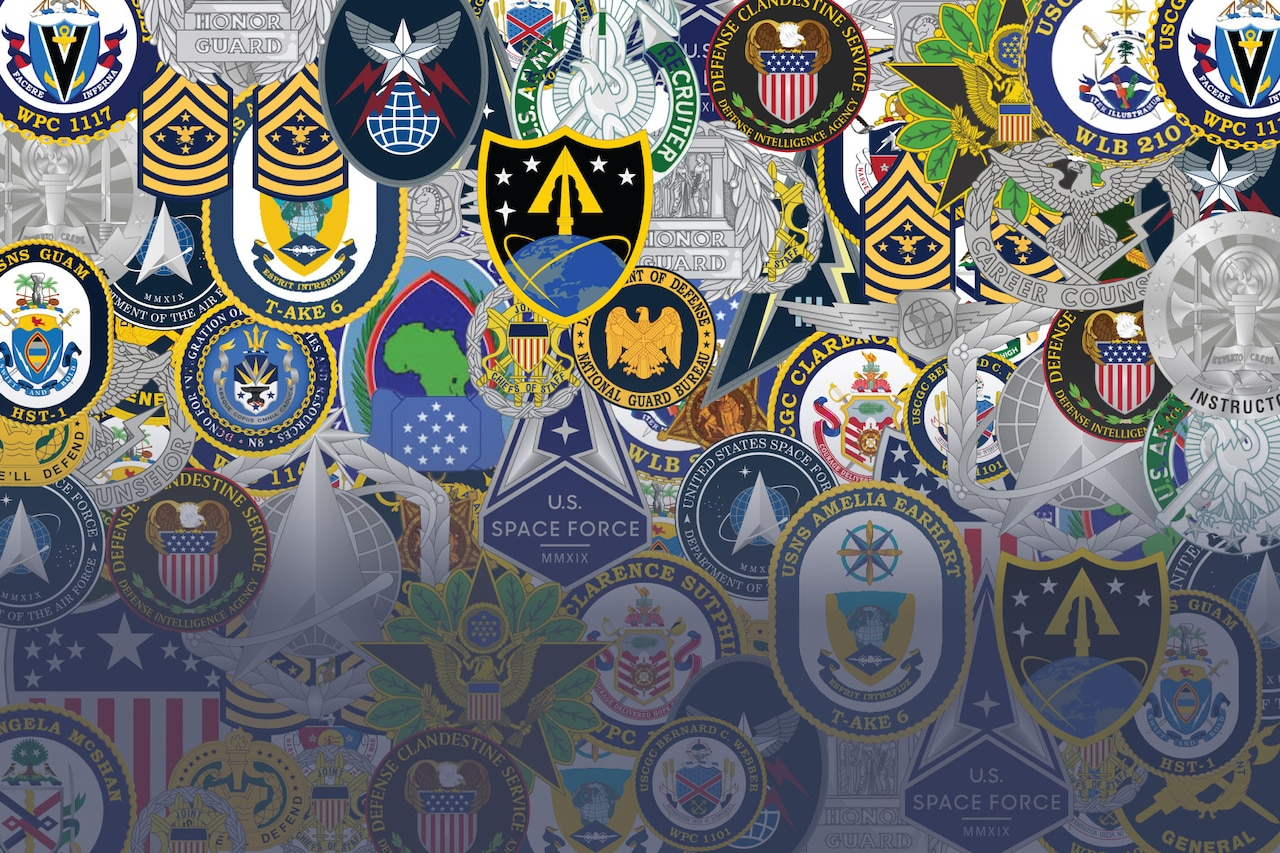
Différents badges des armes des forces armées américaines.

Les insignes militaires de spécialité des États-Unis sont des décorations personnelles autorisées par les forces armées des États-Unis qui récompense la qualification, l'accomplissement dans plusieurs domaines de compétence et servent aussi à l'identification de personnels occupant certains postes.
Le port des badges est, avec les décorations militaires, autorisés sur les uniformes militaires.
Chacune des cinq branches militaires a des insignes spécifiques qui peuvent être décernés à ses membres. Le port de ces insignes est codifié par différents règlements.
Il existe six catégories d'insignes militaires de spécialité aux États-Unis :
- Insignes militaires de spécialité du département de la défense
- Insignes militaires de spécialité de l'armée de terre
- Insignes militaires de spécialité de la marine
- Insignes militaires de spécialité de l'armée de l'air
- Insignes militaires de spécialité du corps des marines
- Insignes militaires de spécialité des garde-côtes

En plus des insignes actuellement décernés, il y a des insignes obsolètes qui ont été retirés et qui n'apparaissent plus sur les listes de préséances.